# Eurycea naufragia
Eurycea naufragia  (лат.) — хвостатое земноводное из семейства безлёгочных саламандр.
Этот вид саламандр описан с ближайшего десятка поверхностных источников и пещер в окрестностях города Джорджтаун, штат Техас, США.
Туловище длиной от 5,0 до 7,5 см и менее 0,5 см в диаметре. Хотя окраска тела изменчива, большинство взрослых особей тёмно-коричневого, тёмно-оливкового или серого цвета. Личинки, как правило, тёмного цвета. Многие особи имеют жёлтую полосу в верхней части брюха.
Голова имеет широкую, лопатообразной форму. Заметные три наружные жабры, часто яркого красного цвета, которые находятся по бокам головы. Глаза относительно большие, золотистого цвета. Чёрные меланофоры образуют чёрный круг вокруг глаз и чёрную линию, которая тянется от угла глаза к носовому отверстию.
Этот вид можно найти в источниках и, возможно, в одной пещере, связанной дренажной системой с рекой Сан-Габриэль. Это чисто водный вид и на суше неизвестен. О размножении ничего не известно.
Этот вид находится под угрозой исчезновения из-за сокращения популяции. Популяции в пределах города Джорджтаун, вероятно, находятся на грани вымирания. Развитие карьеров, происходящих вблизи некоторых популяций саламандр, в настоящее время не является серьёзной угрозой для мест обитания саламандр.